# Зелёный Клин (Могилёвская область)
Зелёный Клин (бел. Зялёны Клін) — деревня в составе Гусарковского сельсовета Климовичского района Могилёвской области Белоруссии.

## География
Деревня расположена в 3 километрах на север от центра района — города Климовичи.

## Население
| Год  | Численность | Численность |
| ---- | ----------- | ----------- |
| 1999 | 86          |             |
| 2009 | 53          |             |
| 2019 | 30          |             |